# Африканска речна лястовица
Африканските речни лястовици (Pseudochelidon eurystomina) са вид птици от семейство Лястовицови (Hirundinidae), един от двата представители на подсемейство Речни лястовици. Видът е открит в средата на 19 век и първоначално не е свързан с останалите лястовици, поради значителните морфологични различия, сред които е масивният клюн.

## Разпространение
Африканската речна лястовица не е добре изучен вид, като според наличните данни гнезди по течението на реките Конго и Убанги в Демократична република Конго, а зимува в крайбрежните савани на Габон и Република Конго.